# رونالد غرين
رونالد غرين (بالإنجليزية: Ronald Green)‏ هو سياسي دومينيكي، ولد في 1940 في روسو في دومينيكا. حزبياً، نشط في United Workers' Party (Dominica) ‏.